# Evžen Čížek
Evžen Čížek (ur. 10 grudnia 1904 w Polskiej Ostrawie, zm. 26 listopada 1942 w Kanale Bristolskim) – czechosłowacki wojskowy, pilot myśliwski, as myśliwski II wojny światowej, major, pośmiertnie awansowany do stopnia pułkownika.

## Życiorys
W 1922 roku po ukończeniu szkoły średniej w Ostrawie wstąpił do Akademii Wojskowej w Hranicach, którą ukończył w 1924 roku, otrzymując stopień porucznika. Następnie odbył aplikację w Szkole Piechoty w Milovicach. Następnie pełnił służbę na niższych stanowiskach oficerskich w kilku pułkach piechoty.
W 1928 roku przeszedł do lotnictwa, zostając obserwatorem. W 1932 roku w szkole lotniczej w Prostějovie ukończył kurs pilotażu oraz kurs pilota myśliwskiego. Po czym został pilotem w 1 pułku lotniczym w Pradze. W 1934 roku został dowódcą 43 eskadry myśliwskiej 1 pułku lotniczego, następnie 31 marca 1937 roku został dowódcą 44 eskadry myśliwskiej. Jednocześnie był również zastępcą dowódcy III dywizjonu 1 pułku lotniczego. W tym czasie latał na samolotach myśliwskich Avia BH-33 i Avia B-534.
W marcu 1938 roku w czasie mobilizacji powszechnej jego eskadra została wydzielona z pułku i przydzielona do utworzonej III armii, która stacjonowała na terenie Słowacji i Rusi Zakarpackiej. Po zajęciu Czech przez Niemców oraz utworzeniu Słowacji opuścił wojsko i w czerwcu 1939 roku zbiegł do Polski, skąd statkiem „Chrobry” udał się do Francji, gdzie dotarł 31 lipca 1939 roku.
We Francji wstąpił na ochotnika do francuskiego lotnictwa. Odbył wtedy przeszkolenie w Chartres i w dniu 2 grudnia 1939 roku jako dowódca klucza składającego się z pilotów czeskich skierowany został na front. Przydzielony on został do francuskiego dywizjonu GC III/3. Początkowo latał samolotem Morane-Saulnier MS.406, a później Dewoitine D.520. Po ataku na Francję wziął udział w walkach powietrznych, łączny czas jego lotów bojowych wyniósł 85 godzin. W tym czasie zestrzelił 2 samoloty niemieckie samodzielnie i 3 w grupie, uzyskując tytuł asa myśliwskiego. W czerwcu 1940 roku odleciał do francuskiej północnej Afryki, gdzie organizował transporty czechosłowackich pilotów do Wielkiej Brytanii. Następnie udał się Casablanki, gdzie dalej kierował ewakuacją czechosłowackich pilotów.
W dniu 13 sierpnia 1940 roku opuścił Casablankę udając się do Lizbony, skąd samolotem cywilnym odleciał do Wielkiej Brytanii, gdzie dotarł 17 sierpnia 1940 roku. Zgłosił się wtedy na ochotnika do RAF-u i po przeszkoleniu na samoloty Hawker Hurricane w 6 ośrodku szkolenia RAF w Sutton Bridge, otrzymał najniższy stopień oficerski w RAF – Pilot oficer. W dniu 14 października 1940 roku skierowany został do 1 dywizjonu RAF i rozpoczął służbę bojową jako pilot myśliwski. Wziął wtedy udział w walkach w ostatniej fazie bitwy o Anglię.
W dniu 12 grudnia 1940 roku został mianowany dowódcą czechosłowackiego 312 dywizjonu myśliwskiego RAF, którym dowodził do 27 maja 1941 roku. Odszedł wtedy ze służby liniowej ze względu na stan zdrowia.
Następnie pełnił funkcję referenta lotniczego w kancelarii wojskowej prezydenta Czechosłowacji na emigracji E. Beneš, w dniu 30 września 1941 roku został przedstawicielem Czechosłowacji w Dowództwie Lotnictwa Myśliwskiego RAF. Z tytułu tej funkcji otrzymał brytyjski stopień RAF – Group Captain. Podlegali mu wszyscy czechosłowaccy piloci myśliwscy bez względu w jakich jednostkach służyli.
W dniu 26 listopada 1942 roku leciał jako pasażer samolotem Foster Wikner Warferry na pogrzeb jednego z czechosłowackich pilotów w 53 ośrodku szkolenia w Llantwit Major na terenie Walii. Z powodu złego stanu pogody samolot ten w pobliżu przylądka Penarth Point koło Cardiff wpadł w zaporę balonową, a następnie spadł do Kanału Bristolskiego. Zarówno pilot, jak i pasażer zginęli.
Po wydobyciu zwłok, Evžen Čížek został pochowany na cmentarzu wojskowym Brookwood pod Londynem.
Po zakończeniu II wojny światowej w dniu 1 lutego 1947 roku mianowany pośmiertnie podpułkownikiem, a 1 czerwca 1991 roku został awansowany na stopień pułkownika.

## Awanse
- podporucznik (poručík) (1924)[3]
- porucznik (nadporučík)
- kapitan (kapitan)
- kapitan sztabowy (štábní kapitan) (1937)
- major (major)
- Squadron Leader (12.12.1940 – stopień RAF)
- Group Captain (30.09.1941 – stopień RAF)
- podpułkownik (podplukovník in memoriam) (01.02.1947 – pośmiertnie)
- pułkownik (plukovník in memoriam) (01.06.1991 – pośmiertnie)

## Odznaczenia
- Krzyż Wojenny Czechosłowacki 1939 (28.10.1940)[1]
- Czechosłowacki Medal za Zasługi I stopnia[1]
- Czechosłowacki Wojskowy Medal Pamiątkowy z okuciami Francja i Wielka Brytania (pośmiertnie)[1]
- francuski Krzyż Wojenny z dwoma palmami i pięcioma gwiazdkami (1940)[2]
- Krzyż Kawalerski Legii Honorowej (1940)[2]
- 1939–1945 Star z naszywką Bitwa o Anglię (Wlk. Brytania – pośmiertnie)[1]
- Defence Medal (Wlk. Brytania – pośmiertnie)[1]